# 圣何塞省 (乌拉圭)
圣何塞省（西班牙語：Departamento de San José）為南美國家烏拉圭十九省之一省，位於烏拉圭南部，該省省会為圣何塞德马约。